# Hi-NRG
Hi-NRG (udtales: High Energy) er en genre indenfor elektronisk dansemusik, og havde sin storhedstid i den første halvdel af 1980'erne.
Kendetegnende for Hi-NRG er et (for den tid) højt tempo med 125–127 taktslag i minuttet, og at basgangen ofte går i staccato og overtager hi-hatens rolle i takten.
Genren kan spores tilbage til den elektroniske disco som Giorgio Moroder og Donna Summer udviklede i den sidste halvdel af 1970'erne i det såkaldte München-sound, med "I Feel Love" som den mest kendte sang. Genren blev populær og fik sit navn i 1984 med Evelyn Thomas' sang "High Energy".
Den mest fremgangsrige Hi-NRG sang var "You Spin Me Round (Like A Record)" med Dead or Alive, som toppede flere europæiske hitlister i 1985. Der findes ikke mange om nogen danske kunstnere som udgav sange i denne genre. Hi-NRG fik ny popularitet i slutningen af 1990'erne, da den blandedes med Trance som genren Nu-NRG.